# Mnesampela macroptila
Mnesampela macroptila är en fjärilsart som beskrevs av Turner 1947. Mnesampela macroptila ingår i släktet Mnesampela och familjen mätare. Inga underarter finns listade i Catalogue of Life.